# Заручники острова
«Заручники острова» (фр. Soudain seuls) — трилер про виживання 2023 року спільного виробництва Франції, Бельгії, Ісландії та США режисера Томи Бідеґена, екранізація однойменного роману французької письменниці Ізабель Отіссьє.

## Синопсис
Бен і Лора, які зустрічаються вже п'ять років, вирішили здійснити навколосвітню подорож на яхті. Прямуючи до Південної Америки, вони вирішили зупинитись на безлюдному острові біля берегів Антарктиди. Та просто під час експедиції починається шторм, і човен зникає. Тепер вони відрізані від світу, зима наближається, і парі доведеться боротися за своє виживання та за своє кохання.

## Акторський склад
- Жиль Лелуш — Бен
- Мелані Тьєррі — Лора

## Виробництво
На початку 2019 року Ванесса Кірбі та Джейк Джилленгол були затверджені на головні ролі у проєкті, який мав стати дебютом Бідеґена англійською мовою. Однак через тертя між режисером Тома Бідеґеном і Джилленголом фільм було скасовано і перероблено на французьку версію.